# Шахта имени В. И. Ленина (Горловка)
Шахта имени В. И. Ленина — угольная шахта в городе Горловка на Украине. Входит в состав государственного объединения «Артёмуголь».

## История
Шахта была основана в 1889 году и носила название «Корсарская копь № 5». В середине XX века была реконструирована и сдана в эксплуатацию в 1961 году. Проектная мощность шахты составляла 450 тысяч тонн угля в год. Фактическая добыча на 1990/1999 годы составляла 2267/1385 тонн в сутки соответственно. В 2003 году добывалось 289 тысяч тонн угля в год.

## Описание
Шахтное поле вскрыто тремя вертикальными стволами и поверхностными квершлагами. Максимальная глубина работ 1190 метров. Протяжённость горных выработок 54,1 / 39,4 км (1990/1999).
Шахта отнесена к категории опасных по внезапным выбросам угольной пыли и газа. Отрабатывала 22 угольных пласта (1999) мощностью 0,4—2,0 м с углами падения 42—60°. Угольная пыль всех пластов взрывоопасна и склонна к самовозгоранию. Количество очистных забоев 16/9 (1990/1999), подготовительных 36/30 (1990/1999). Выемка угля ведётся щитовыми агрегатами 2АНЩ, отбойными молотками.
Количество работников шахты: 4000/3100 человек, в том числе на подземных работах 2650/1900 чел. (1990/1999).